# Legazione di Urbino
La Legazione di Urbino fu una suddivisione amministrativa dello Stato della Chiesa, istituita nel 1631 da Papa Urbano VIII, in seguito alla devoluzione del Ducato di Urbino allo Stato della Chiesa.
Diretta discendente del Ducato di Urbino, comprendeva l'Alta Valmarecchia, i territori di Urbino e Pesaro e parte dell'Umbria (l'Eugubino).
L'evento che ne determinò la scomparsa fu l'annessione delle Marche al Regno d'Italia napoleonico avvenuta l'11 maggio 1808.

## Cronotassi dei presidenti e cardinali legati
Fonte: Camillo Marcolini iuniore, Notizie storiche della provincia di Pesaro e Urbino, dalle prime età fino al presente, Pesaro, A. Nobili. 1868.
- mons. Berlingerio Gessi, bolognese - Governatore, poi cardinale
- mons. Lorenzo Campeggi bolognese - Governatore generale pontificio, poi cardinale 1631 (alla data del 5 maggio)
- card. Antonio Barberini, primo Legato, 1631 (alla data del 24 giugno)
- card. Francesco Barberini, romano, 1633
- card. Giulio Gabrielli, romano, 1643
- card. Alderano Cybo, di Massa Carrara, 1646
- card. Vincenzo Costaguti, genovese, 1648
- card. Cristoforo Vidman, veneziano, 1651
- card. Carlo Pio di Savoia iuniore, ferrarese, 1654
- card. Luigi Alessandro Omodei, milanese, 1655
- card. Scipione Pannocchieschi, senese, 1658
- card. Antonio Bichi, senese, 1662
- card. Cesare Rasponi, ravennate, 1667
- card. Carlo Cerri, veneziano, 1670
- card. Paluzzo Paluzzi Altieri degli Albertoni, romano, 1673
- card. Carlo Barberini, romano, 1677
- card. Fabrizio Spada, romano, 1684
- card. Opizio Pallavicini, genovese, 1689
- card. Giacomo Cantelmi, napoletano, 1690
- card. Giambattista Rubini veneziano, 1690
- card. Fulvio Astalli, romano, 1693
- card. Lorenzo Altieri, romano, 1697
- mons. Marcello d'Aste, romano - Presidente, creato poi cardinale 1698
- card. Sebastiano Antonio Tanara, romano 1703
- card. Gianantonio Davia, botognese 1715
- mons. Alamanno Salviati, fiorentino - Presidente, creato poi cardinale 1717
- mons. Federico Lante, romano – Presidente, creato poi cardinale 1732
- card. Giacomo Oddi, perugino 1744
- card. Carlo Maria Marini, genovese 1746
- mons. Giovanni Francesco Stoppani, milanese - Presidente, creato poi cardinale 1747
- mons. Ludovico Merlini, forlivese – Presidente, creato poi cardinale 1756
- mons. Antonio Branciforte Colonna palermitano - Presidente, creato poi cardinale 1760
- mons. Pasquale Acquaviva d'Aragona napoletano - Presidente, creato poi cardinale 1767
- mons. Marco Antonio Marcolini fanese - Presidente, creato poi cardinale 1773
- mons. Carlo Livizzani Forni modenese - Presidente, creato poi cardinale 1778
- card. Giuseppe Maria Doria Pamphili genovese - 1786
- mons. Ferdinando Maria Saluzzo napoletano - Presidente 1793
- mons. Giovanni Caccia Piatti di Novara - Delegato apostolico 1800
- mons. Pietro Vidoni di Cremona - Delegato apostolico 1804-1808